# NGC 4656
NGC 4656 este o galaxie situată în constelația Câinii de Vânătoare. A fost descoperită în 20 martie 1787 de către William Herschel. Se află la o distanță de 4,88 megaparseci de Pământ.